# Vacuum oxygen decarburisation
Das VOD-Verfahren (Vacuum Oxygen Decarburisation) ist ein Entkohlungsprozess für RSH-Stähle, bei dem der im flüssigen Stahl gelöste Kohlenstoff durch aufgeblasenen Sauerstoff in Kohlenmonoxid umgewandelt wird. Dieses steigt an die Badoberfläche und verlässt durch den geringen Druck den flüssigen Stahl. Die Vakuumumgebung wird derart geschaffen, indem die Gießpfanne mit der flüssigen Stahllegierung in einem Vakuumgefäß weiter behandelt wird. Der Abbrand der Legierungselemente ist in diesem Zustand minimiert und es werden geringste schädliche Wasserstoffgehalte erreicht.